# حمام عيفان
حمّام عيفان من حمامات بغداد العامة ويقع في الجانب الشرقي منها في محلة حسين باشا،  في محلة نسبت إلى هذا الحمام عرفت باسم محلة (فضل عيفان) أشار إليها (فيلكس جونز) سنة 1849م، بوصفها من معالم محلة كانت تسمى في عهده محلة حسين باشا وتضم جزءاً من محلة الحيدرخانة واجزاء من محلات أخرى، صارت محلة حسين باشا تعرف فيما بعد باسم محلة حمام عيفان وهي أقرب إلى محلة الفضل، والحمام يقع في درب ينفذ من محلة الفضل إلى محلة القراغول. بناه عفان بن صالح البناء، ثم انتقل إلى الحاجة كلي بنت عبد الله شراءً، فاوقفته سنة (1309ه‍/ 1891م) على إبنتها عواشة وابن زوجها حاجي محمد توفيق وأولادهم بعدهم وبعد الإنقطاع إلى الفقراء والعلماء القاطنين في بغداد.كان لهذا الحمام بابان واحد لدخول الرجال من السوق قبل بيت النائب وآخر للنساء من الطريق الفرعي .